# De Rijnenburger
De Rijnenburger in het Nederlandse dorp Hazerswoude-Rijndijk (gemeente Alphen aan den Rijn) is een in 1722 gebouwde poldermolen ter vervanging van een uitgebrande wipmolen. De molen bemaalde de Rijnenburgerpolder en was tot 1965 volledig in bedrijf. In de molen zelf bevindt zich een kleine woning, maar er is ook een huis gebouwd naast de molen. Het water wordt met behulp van een ijzeren scheprad opgevoerd. In 2014 is er groot onderhoud aan de molen uitgevoerd. Op dit moment is de molen weer in vol bedrijf.
De molen is sinds 16 december 2013 eigendom van de Stichting Rijnenburgermolen en heeft de status Rijksmonument (no 21067).